# MACHO
MACHOs (Abkürzung für „Massive Astrophysical Compact Halo Objects“, deutsch: „massereiche, astrophysikalische, kompakte Halo-Objekte“) sind kompakte Himmelskörper aus baryonischer Materie im Halo einer Galaxie. Sie sind ein Deutungsversuch für die Dunkle Materie, da ihre Masse zur Erklärung der Rotationskurve der Sterne in den Galaxien beitragen könnte, die sich nicht allein aus der Masse der Sterne herleiten lässt.
Da MACHOs definitionsgemäß kein oder nur wenig Licht abgeben, sind sie nicht direkt mit Teleskopen von der Erde aus beobachtbar. In Frage kommen Objekte planetarer Masse, Braune Zwerge, Schwarze Löcher, Weiße oder Schwarze Zwerge. Man nimmt an, dass MACHOs genügend Masse besitzen, um nicht schon durch Gezeitenkräfte zu zerfallen, wenn sie in die Nähe anderer Himmelskörper geraten.

## Beobachtung durch den Mikrolinseneffekt
Der Astrophysiker Bohdan Paczyński schlug 1986 vor, MACHOs durch den Mikrolinseneffekt nachzuweisen. Dieser führt dazu, dass die Helligkeit eines Hintergrundsterns, während das MACHO vor diesem vorbeizieht, durch dessen Wirkung als schwache Gravitationslinse ansteigt. Der Anstieg der Helligkeit erfolgt achromatisch, also unabhängig von der Wellenlänge des Sternlichts, und im Zeitverlauf in Einklang mit der allgemeinen Relativitätstheorie. Bis etwa 2007 waren etwa 20 Ereignisse mit Sternen der Magellanschen Wolken und 1000 in Richtung Bulge bekannt.
Verschiedene Forschergruppen (u. a. MACHO, OGLE, EROS) haben systematisch eine große Menge von Sternen daraufhin beobachtet, ob sie eine Lichtverstärkung auf Grund des Mikrolinseneffekts finden. Die Macho Collaboration beansprucht, den Nachweis für eine Reihe von MACHOs erbracht zu haben. Ihre Hochrechnung ergibt MACHOs mit bis zu 0,5 Sonnenmassen, die insgesamt ein Fünftel der dunklen Materie in der Milchstraße erklären könnten. Andere Forscher zweifeln jedoch daran.